# Willis Benson Machen

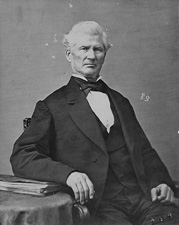
Willis Benson Machen

Willis Benson Machen (* 10. April 1810 im Caldwell County, Kentucky; † 29. September 1893 in Hopkinsville, Kentucky) war ein US-amerikanischer Politiker der Demokratischen Partei, der von 1872 bis 1873 den Bundesstaat Kentucky im Senat der Vereinigten Staaten vertrat.

## Leben
Machen war nach dem Besuch von Common Schools sowie des Cumberland College in Princeton als Unternehmer für Agrarerzeugnisse in Eddyville tätig. 
Sein politisches Engagement begann, als er 1849 Mitglied des Verfassungskonvents des Bundesstaates (State Constitutional Convention) wurde. 1854 wurde er zum Mitglied des Senats von Kentucky gewählt, ehe 1856 und 1860 seine Wahl zum Mitglied des Repräsentantenhauses von Kentucky erfolgte. Zugleich wurde er im Februar 1862 Mitglied im 1. Kongress der Konföderierten Staaten von Amerika und gehörte von Mai 1864 bis März 1865 auch dem 2. Kongress der Konföderierten Staaten von Amerika als Mitglied an.
Nach dem Tod von Garrett Davis am 22. September 1872 wurde Machen als dessen Nachfolger für die Demokratische Partei zum US-Senator für Kentucky ernannt, um diese Vakanz aufzufüllen. Er gehörte dem US-Senat vom 27. September 1872 bis zum Ende der ursprünglichen Wahlzeit von Davis am 3. März 1873 an. 1876 war er für Kentucky Delegierter der Democratic National Convention.
Im Anschluss zog er sich aus dem politischen Leben zurück und widmete sich wieder seiner Tätigkeit als Unternehmer von landwirtschaftlichen Produkten.
Nach seinem Tod wurde er auf dem Riverview Cemetery in Eddyville beigesetzt. Machen war zwei Mal verheiratet. Aus seinen Ehen mit Margaret Aurelia Lyon Machen und Victoria Theresa Mims Machen gingen eine Tochter und drei Söhne hervor, die allerdings alle im Kindesalter verstarben. Der Vater seiner ersten Ehefrau Margaret Aurelia Lyon war Chittenden Lyon, der ebenfalls Mitglied von Repräsentantenhaus und Senat Kentuckys war sowie zwischen 1827 und 1835 den Bundesstaat Kentucky im US-Repräsentantenhaus vertrat. Auch dessen Vater Matthew Lyon war Abgeordneter im US-Repräsentantenhaus.